# Uszolje (Permi határterület)
Uszolje (oroszul: Усолье) város Oroszország Permi határterületén, az Uszoljei járás székhelye.
Lakossága: 5694 fő (a 2010. évi népszámláláskor).

## Fekvése
Az Urál előterében épült ősi város neve az orosz szol szóból ered, jelentése 'só'; az uszolje népies kifejezés a sófőzésre utal. 
A Permi határterület középső részén, Permtől 190 km-re északra, a Káma jobb partján terül el. A túlsó parton fekvő nagy ipari várossal, Bereznyikivel 1981-ben átadott közúti híd köti össze. A vasútállomás 15 km-re van.

## Története
A települést 1606-ban Nyikita Sztroganov alapította Novoje Uszolje néven a sókutak mellett. A Felső-Káma mentén só kinyerésével a helyi komi-permják lakosság már a 10-11. században is foglalkozott. A sótermelés az oroszok megjelenésével a 15. századtól kezdett elterjedni. A Sztroganovok egyre több sófőzőt nyitottak, és Uszolje a Káma-vidéki sótermelésük és birtokaik egyik bázisa lett. A 19. század elején, amikorra Szolikamszk jelentősége már visszaesett, Uszolje a vidék sófőzőinek központja volt.  
1918. februárban az Uszoljei ujezd székhelye lett, márciusban pedig városi rangot kapott. 1932-ben az újonnan alapított városhoz, Bereznyikihez csatolták, majd az újabb átszervezéssel 1940-ben onnan leválasztották és ismét várossá nyilvánították. 
Az 1950-es években, a Kámai-víztározó építésekor, illetve feltöltésekor a város egy része víz alá került, lakosságát a partszakasz magasabb helyére költöztették át. 
A városban fennmaradt a Sztroganovok egykori lakóháza (palotája), valamint az Sz. G. Sztroganov által építtetett Szpaszo-Preobrazsenszkij- (Megváltó színeváltozása-) székesegyház (1724-1731) és külön álló, magasra nyúló harangtornya. Az épületegyüttes az ún. „sztroganovi” barokk jellegzetes alkotása.